# Orega
Orega (llamada oficialmente San Xoán de Orega) es una parroquia y una aldea del municipio español de Leiro, en la provincia de Orense, Galicia.

## Toponimia
La parroquia también es conocida por el nombre de San Juan de Orega.

## Organización territorial
La parroquia está formada por tres entidades de población:
- As Cortes
- O Outeiro
- Orega

## Demografía

### Parroquia
| Gráfica de evolución demográfica de Orega (parroquia) entre 2000 y 2022 |
|                                                                         |
| Datos según el nomenclátor publicado por el INE.                        |

### Aldea
| Gráfica de evolución demográfica de Orega (aldea) entre 2000 y 2022 |
|                                                                     |
| Datos según el nomenclátor publicado por el INE.                    |